# Tuchów
Tuchów is een stad in het Poolse woiwodschap Klein-Polen, gelegen in de powiat Tarnowski. De oppervlakte bedraagt 18,15 km², het inwonertal 6476 (2005).